# Ludwik Kostro
Ludwik Kostro (ur. 15 listopada 1934 w Gdańsku, zm. 29 lipca 2023 tamże) – polski filozof, prof. dr hab.

## Życiorys
W 1995 r. habilitował się na podstawie pracy zatytułowanej Alberta Einsteina koncepcja eteru relatywistycznego. W 2005 r. uzyskał tytuł profesora nauk humanistycznych. Pracował w Instytucie Filozofii, Socjologii i Dziennikarstwa na Wydziale Nauk Społecznych Uniwersytetu Gdańskiego.
Był profesorem zwyczajnym na Wydziale Administracji i Nauk o Polityce Gdańskiej Wyższej Szkole Humanistycznej i na Wydziale Europeistyki, Politologii i Dziennikarstwa Ateneum – Szkole Wyższej w Gdańsku.

## Odznaczenia i wyróżnienia
- Medal Republiki Francuskiej[1]
- Złoty Krzyż Zasługi (2001)[1][6]